# Malham
Malham es una localidad situada en el territorio de la autoridad unitaria de Yorkshire del Norte, en Inglaterra. Según el censo de 2021, tiene una población de 210 habitantes.

## Gobernanza
La localidad tiene un concejo parroquial conjunto, el Concejo Parroquial de Kirkby Malhamdale, junto con las parroquias civiles de Malham Moor, Kirkby Malham y Hanlith.

## Turismo
Es un destino de senderismo muy popular, porque es una punta de acceso a los Peninos. También hay otros lugares de interés como Malham Cove, Janet's Foss y Gordale Scar
En el pueblo hay un centro de información sobre el parque nacional donde se puede aparcar.
Parte de Harry Potter y las reliquias de la muerte - Parte 1 se filmó alrededor del pavimento de piedra caliza de Malham Cove.